# 프레디 과린
프레디 알레한드로 과린 바스케스(스페인어: Fredy Alejandro Guarín Vásquez, 1986년 6월 30일 푸에르토보야카 ~ )는 콜롬비아의 전 축구 선수로, 현역 시절 미드필더로 활약했다. 그는 다재다능한 선수로, 주로 중앙 미드필더나 오른쪽 미드필더를 맡으며 콜롬비아 청소년 대표팀의 모든 연령층을 밟고 올라왔다.

## 클럽 경력
이미 콜롬비아의 클럽 엔비가도 FC의 주전 자리를 차지하고 U-20 콜롬비아 축구 국가대표팀에 출전한 과린은, 2005년에 아르헨티나의 명문 클럽 보카 주니어스로 임대되어 그 유소년 팀에 상반기 6개월을 머물렀지만, 2경기만 출장하였다. 임대 완료 후, 보카는 과린을 영구 이적시키려 하였으나 그는 프랑스 르 샹피오나의 클럽 AS 생테티엔에 가기로 2006년 8월에 결정하였다.
과린은 생테티엔의 데뷔전에서 스페인의 RCD 에스파뇰과의 친선전에서 두 골을 넣었고, 시즌이 시작할 무렵 주전 자리를 꿰찼다. 그는 트루아 AC를 상대로 리그 첫 골을 뽑아, 팀의 3-1 승리에 일조하였다.
2008년 7월 10일, 과린은 포르투갈의 최고 명문 클럽 FC 포르투의 4년 계약서에 비공개 이적료로 서명하였다. 포르투갈의 U-21의 선수 파울루 마차두는 반대로 AS 생테티엔에 임대를 갔다. 그의 처음 1년동안은, 주로 교체멤버로 쓰이다가, 나중에 주전이 되었다. 그의 가장 중요한 골은 2010년 5월 16일에 터졌는데, GD 차베스를 2-1로 이긴 포르투갈 컵 결승이였다.
2010-11시즌 시작 무렵 하울 메이렐레스가 리버풀 FC로 이적한 뒤에도, 과린은 포르투의 주전자리를 꿰차는데 힘썼다. 그는 그러나, 국내 리그 우승에 아주 중요한 자원이 되었고, 40경기 이상 출장하여 UEFA 유로파리그를 포함하여 10골을 성공시켰고, 팀의 유로파리그 우승을 도왔다.
2012년 겨울 이적시장에 이탈리아의 인테르나치오날레로 임대되어 인상적인 모습을 보인 후, 인테르는 그를 완전 영입하는데 합의했다.

## 국가대표 경력
2006년 5월 24일 콜롬비아와 에콰도르의 친선 경기에 데뷔했다.